# 1780–1789
| 1770–1779 | 1780 | 1781 | 1782 | 1783 | 1784 | 1785 | 1786 | 1787 | 1788 | 1789 | 1790–1799 |

Období od 1. ledna 1780 do 31. prosince 1789 neboli osmdesátá léta 18. století.

## Politika a společnost
- 1783: porážkou Británie a uznáním nezávislosti Spojených států amerických byla ukončena americká revoluční válka (za nezávislost), kterou vedlo Království Velké Británie proti třinácti koloniím v Severní Americe
- 1786: vznik nových správních jednotek koloniální správy španělské říše (Španělského impéria, 1492–1975) nazvaných intendencie, v čele s intendantem (jeho hlavní úkoly byly zhotovení nových topografických map, příprava ekonomických studií pro danou oblast, šíření vědeckých a technologických informací v oblasti atp.), v rámci tzv. bourbonských reforem koloniální správy v 18. století, které se snažily reflektovat osvícenské změny ve vládní praxi a snažily se také o oživení hospodářství, poté, co se během 17. století koloniální správa konsolidovala a přešla do období stagnace, která byla spojena s postupným hospodářským a politickým úpadkem metropole; ke změnám došlo také na úrovni centra, které zrušilo Radu pro Indie (španělsky Consejo de Indias) a nahradilo ji Sekretariátem úřadu Indií (Secretaría del Despacho de Indias)[1]; viz např. Koloniální období ve španělské Severní Americe
- 1788, 7. června: vypuknutí povstání (Journée des Tuiles), první vážné vzpoury vůči francouzské královské autoritě, v Grenoblu v Dauphiné
- 1789, 28. dubna: vypuknutí vzpoury námořníků na lodi Jeho Veličenstva Bounty
- 1789, 14. července: vypuknutí francouzské revoluce, časně raním napadnutím vězení Bastila, symbolu královského útlaku, Pařížany

### Hlavy států a političtí lídři
- České království (1085–1092, 1158–1172 a 1198–1918), resp. Země Koruny české (1348–1918)
  - královna/král:
    - Marie Terezie (1740–1780, Habsburkové) dcera Karla VI, jediná vládnoucí královna česká, také markraběnka moravská, královna uherská (oficiálně uherský král, Rex Hungariae) a arcivévodkyně rakouská. O dědictví musela bojovat s Karlem VII. Bavorským (kurfiřt bavorský, římsko-německý král a císař Svaté říše římské a v letech 1741 až 1743 také, jako Karel III. Albrecht, český král)
      - manžel: František I. Štěpán Lotrinský (spolu s Marií Terezií zakladatel habsbursko-lotrinské dynastie, jako František III. vévoda lotrinský (1729–1736), kníže těšínský (1729–1765), jako František II. velkovévoda toskánský (1737–1765) a císař Svaté říše římské (1745–1765))

    - Josef II. (1780–1790) syn Marie Terezie, reformátor, císař římský (Svaté říše římské, 1765–1790), také král uherský (1780–1790) a chorvatský (1780–1790), arcivévoda rakouský (1780–1790) a vévoda lucemburský (1765–1790) a milánský (1780–1790) a kníže těšínský (1765–1766)
- Čínské císařství (221 př. n. l.–1912 n. l.)
  - císař:
    - Jin-čen (čínsky 胤禛, 1722–1735, éra Jung-čeng, 雍正, čtvrtý syn svého předchůdce, císaře Süan-jie (Kchang-si), a čtvrtý císař mandžuské dynastie Čching)
    - Chung-li (弘曆, 1735–1796, éra Čchien-lung, 乾隆, čtvrtý syn svého předchůdce, císaře Jin-čena (Jung-čenga), a pátý císař mandžuské Dynastie Čching)
- Francouzské království (987–1792, 1814–1815, 1815–1848)
  - král: Ludvík XVI. (1774–1792), vnuk Ludvíka XV.
  - královna: Marie Antoinetta (1774–1792), nekorunována, Marie Antonie, dcera Marie Terezie
  - francouzský generál a politik: Gilbert du Motier, markýz de La Fayette
- Japonsko období Tokugawa (také Edo, japonsky 江戸時代 1600–1868)
  - japonský císař: Kókaku (1780–1817, 119. japonský císař)
- Svatá říše římská národa německého (800/962–1806)
  - císař římský: Josef II. (1765–1790, korunován 3. dubna 1764 ve Frankfurtu) syn Marie Terezie, reformátor, také král český (1780–1790), uherský (1780–1790) a chorvatský (1780–1790), arcivévoda rakouský (1780–1790) a vévoda lucemburský (1765–1790) a milánský (1780–1790) a kníže těšínský (1765–1766)
- Osmanská říše (1299–1922/1923)
  - sultán a chalífa: Abdulhamid I. (1774–1789), Selim III. (1789–1807)
- Perská říše
  - šáh:
    -  Afšárovské dynastie (1736–1796): Šáhruch (1749/1750–1796)
    -  Kádžárovské dynastie (1785–1925): Agá Muhammad Chán (1789–1797, korunován 1796 – Moderní Persie a Írán 1796–1979), první perský šáh z rodu Kádžárovců, zakladatel královské dynastie
    -  Zandovské dynastie (1750–1794): Sádik Chán (1779–1782), Alí Murád Chán (1782–1785), Džafar Chán (1785–1789) a Lutf Alí Chán (1789–1794)
- Pruské království (1701–1918)
  - král: Fridrich Vilém II. (1786–1797)
- Habsburská monarchie (1526–1804)
  - arcivévoda:
    - Josef II. (1780–1790) syn Marie Terezie, reformátor, císař římský (Svaté říše římské, 1765–1790), také král český (1780–1790),uherský (1780–1790) a chorvatský (1780–1790), vévoda lucemburský (1765–1790) a milánský (1780–1790) a kníže těšínský (1765–1766)
- Ruské impérium (1721–1917)
  - carevna: Kateřina II. Veliká (1762–1796)
- Spojené státy americké (vznik 1776)
  - prezident: George Washington (1789–1797, 1. prezident USA)
  - diplomat působící v Evropě: John Adams (1778–1788), 1. viceprezident (1789–1797) a prezident (1797–1801, 2. prezident USA)
  - státník: Benjamin Franklin
- Království Velké Británie (1707–1801) a Irské království (1542–1652 a 1660–1800), resp. Britské impérium (1583–1997)
  - král: Jiří III. (1760–1801 a 1801–1820 Spojeného království Velké Británie a Irska), také hannoverský kurfiřt (1760–1814) a později hannoverský král (1814–1820)
  - předseda vlády: William Petty, 2. hrabě ze Shelburne (1782–1783), William Henry Cavendish-Bentinck, 3. vévoda z Portlandu (1783) aWilliam Pitt mladší (1783–1801 a 1804–1806 Spojeného království Velké Británie a Irska)
- Španělsko (vznik 1519), resp. Španělské impérium (1492–1975)
  - král: Karel III. Španělský (1759–1788) král neapolský (1734–1759), Karel IV. Španělský (1788–1808)

- Toskánské velkovévodství (1569–1801, 1814–1859 a 1859–1860)
  - velkovévoda: Leopold II. jako (Petr) Leopold I. (1765–1790), také předposlední císař římský (Svaté říše římské národa německého, 1765–1790), král český (1790–1792), král uherský (1790–1792) a markrabě moravský (1790–1792)
- Uherské království (1000–1918 a 1920–1946)
  - královna/král: Marie Terezie (1740–1780, Habsburkové), Josef II. (1780–1790, Habsbursko-lotrinská dynastie)

- Katolická církev (vznik 1. století)
  - papež: Pius VI. (1775–1799)

## Věda a technika
- 1783: Jean-François Pilâtre de Rozier a jeho pasažér Francois Laurent d'Arlandes dokončili první úspěšný let pilotovaného horkovzdušného balónu (montgolfiéry ) ve Francouzském království

## Umění a humanitní vědy
- 1781: Immanuel Kant publikuje Kritiku čistého rozumu

### Film a zábava související
Vzpoura námořníků na lodi Bounty, ke které došlo 28. dubna 1789, je několikrát zfilmována a literárně zpracována:
- Vzbouřenci na lodi Bounty (literární dílo Jules Verne z roku 1879)
- Vzpoura na lodi Bounty (literární dílo Vítězslava Kocourka z roku 1960)
- Vzpoura na Bounty (film, 1935) (americký hraný film z roku 1935)
- Vzpoura na Bounty (film, 1962) (americký hraný film z roku 1962)
- Bounty (film) (britsko-americký film z roku 1984)

## Narození a úmrtí
Během tohoto desetiletí se narodili spisovatelé George Gordon Byron, Stendhal, umělci Niccolò Paganini, Carl Maria von Weber i osobnosti Jan Evangelista Purkyně, Arthur Schopenhauer, Alfred Windischgrätz, Simón Bolívar, Josef Božek, Bernard Bolzano, Magdalena Dobromila Rettigová, Kateřina Vilemína Zaháňská, Carl von Clausewitz, Georg Simon Ohm a George Stephenson.
Zemřely osobnosti jako Marie Terezie, Fridrich II., Denis Diderot a Josef Mysliveček.